# Kingston and Arthurs Vale
Kingston and Arthurs Vale är en gammal bosättning på Kingstons kustslätter (bundna av kullar), på södra sidan av Norfolkön, som omfattar en stor grupp byggnader från med i Australian National Heritage List och på världsarvslistan.

## Se vidare
- Australiska straffångeplatser